# Île Saturna

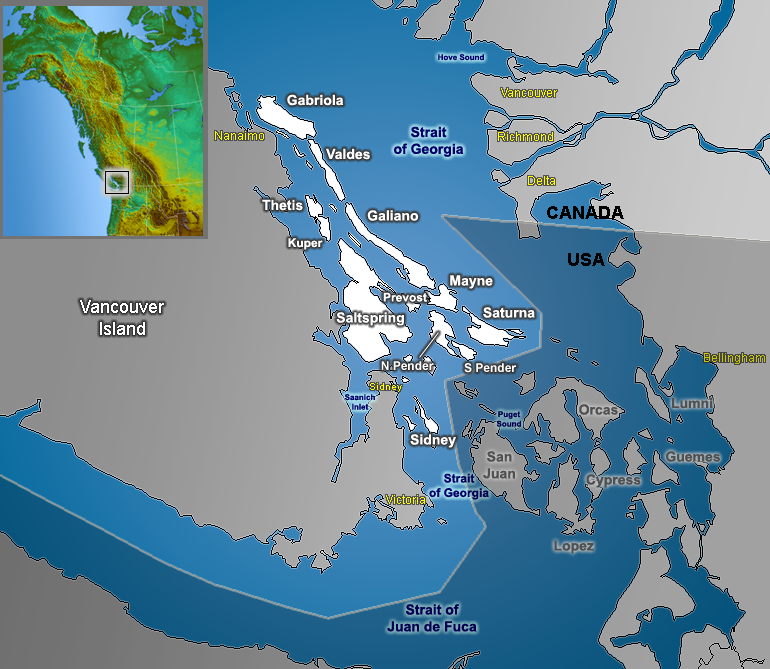
Vue des îles Gulf comprenant l'île Saturna

L'île Saturna est une île montagneuse du Nord-Ouest Pacifique, une des îles Gulf. Elle est actuellement gouvernée par la Colombie-Britannique.

## Géographie
Située dans le sud des îles Gulf à mi-chemin entre le Lower Mainland et l'île de Vancouver, elle est entourée de trois côtés par la frontière entre les États-Unis et le Canada. Au nord se trouve Point Roberts et à l'est et au sud se trouvent les îles San Juan.
À peu près la moitié de l'île est incluse dans la Réserve de parc national des Îles-Gulf.

## Histoire
Les premiers habitants de l'île l'ont d'abord nommée Long Nose (Longs Nez) en raison de sa forme allongée. Son nom actuel vient du navire de José María Narváez, la Santa Saturnina qui explora les côtes de l'île en 1791. Il fut attribué en 1792 par Dionisio Alcalá Galiano.
Les premiers colons européens sont arrivés dans les années 1800, mais l'île a été plus lente à se développer que les autres îles Gulf en raison de son isolement relatif et de sa topographie accidentée.

## Galerie

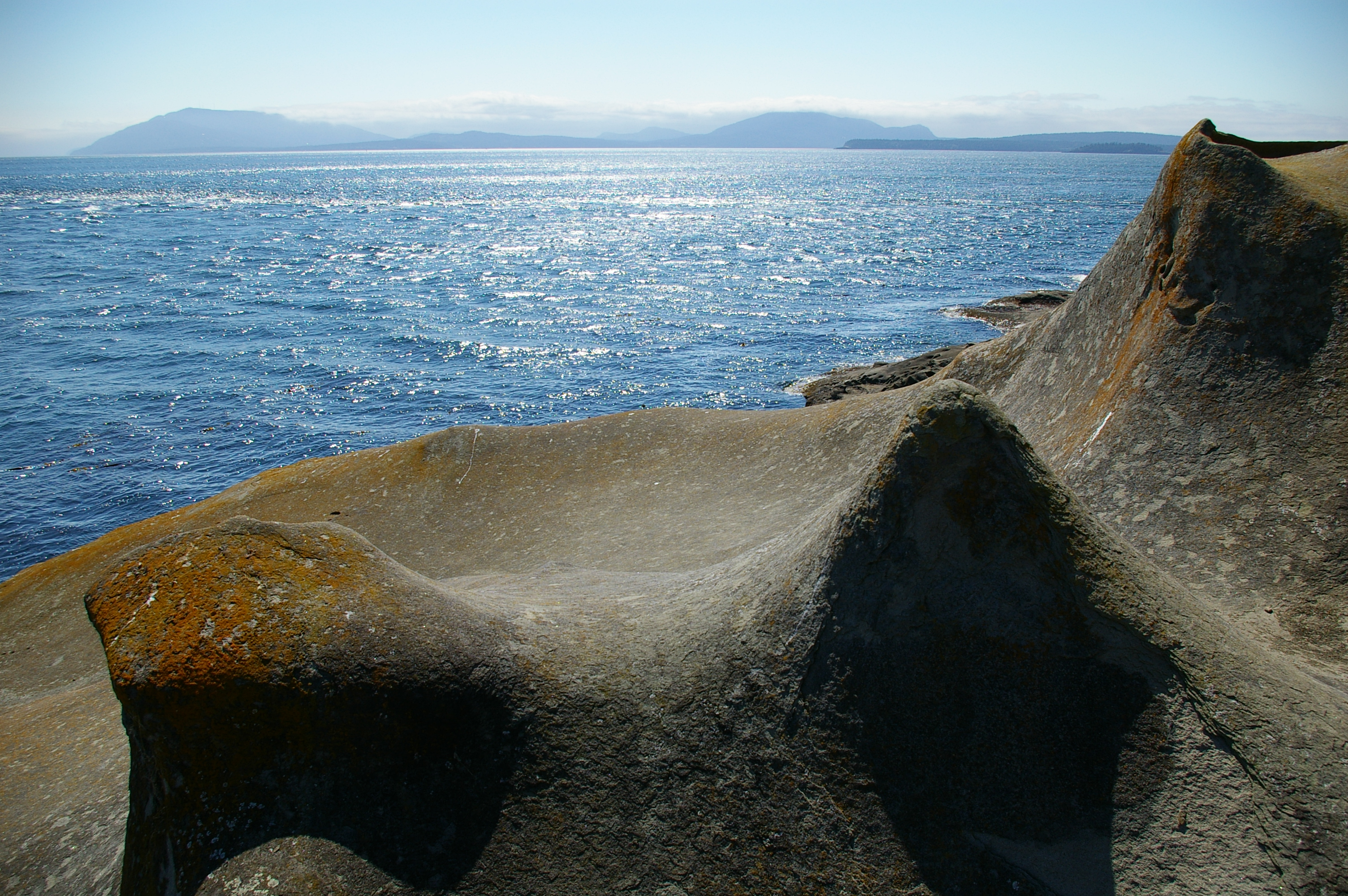
Vue de l'île
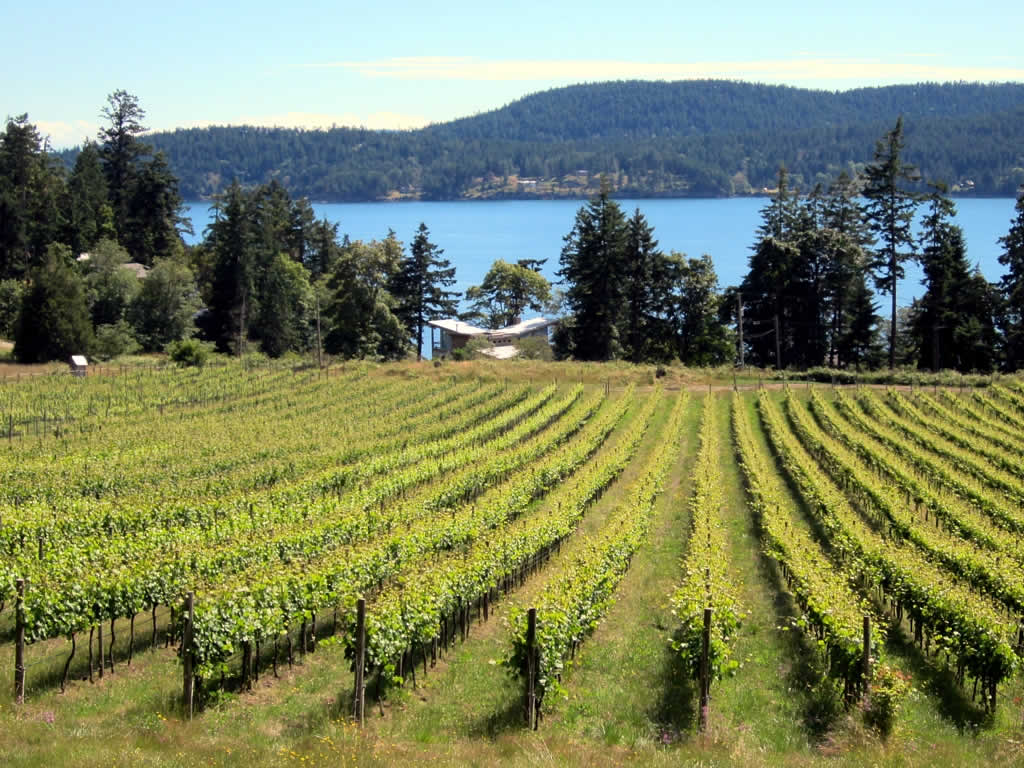
Vigne sur l'île Saturna
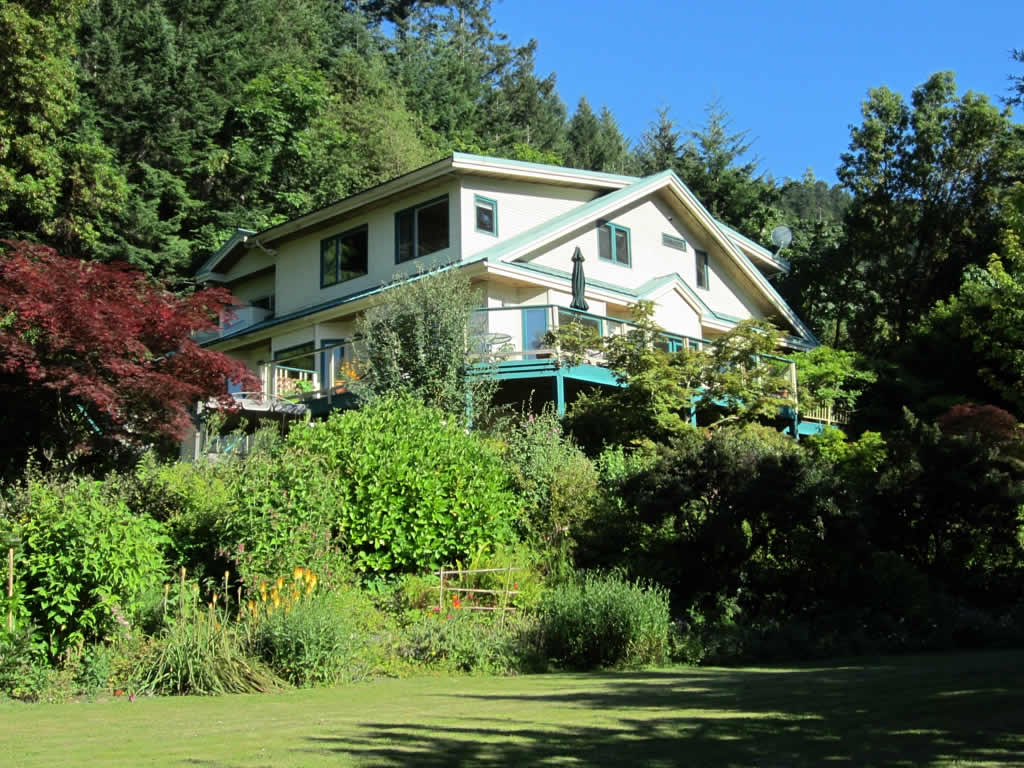
Saturna Lodge
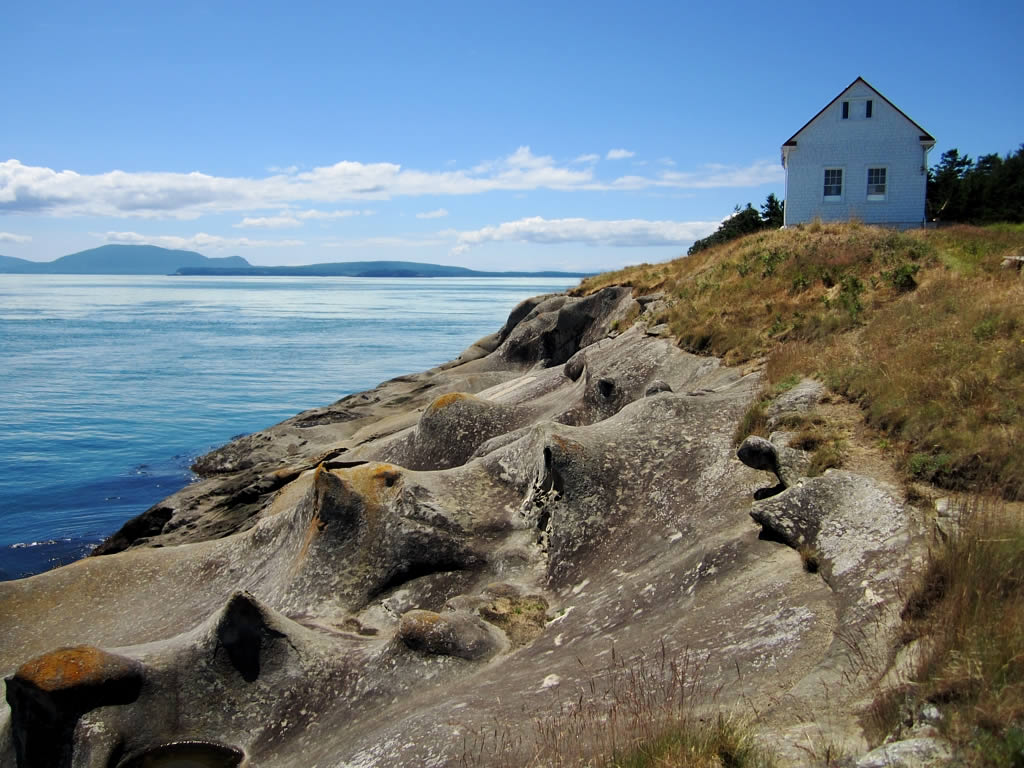
East Point
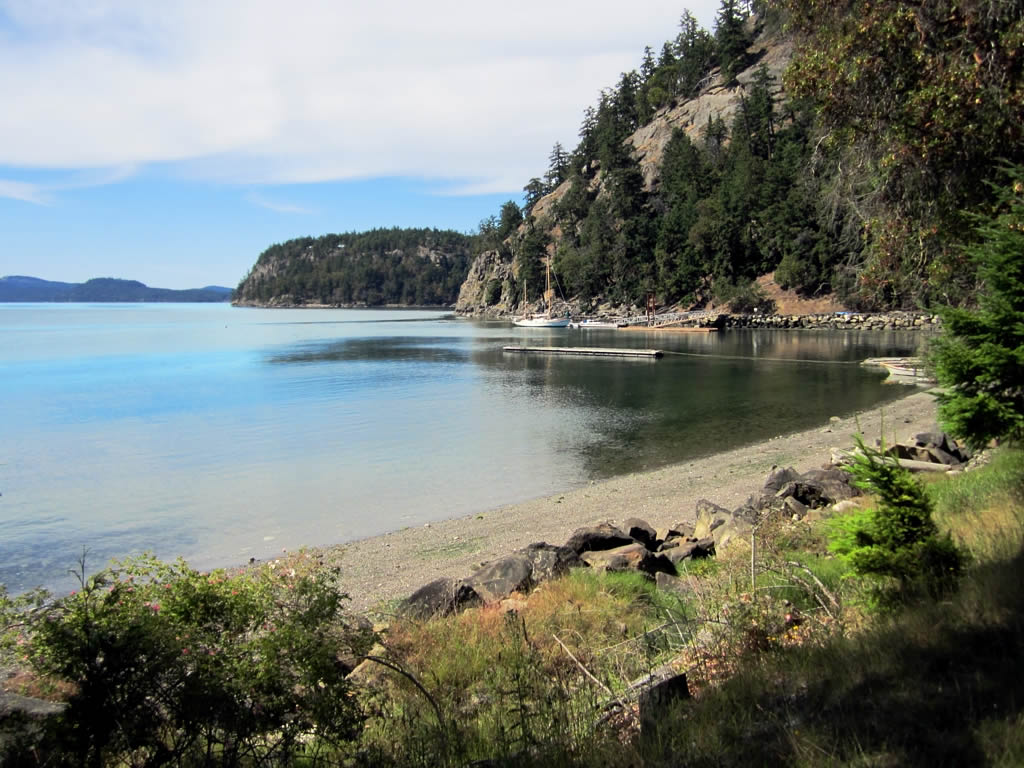
Plage